# Valparaíso (Zacatecas)
Valparaíso – miasto w północnej części środkowego Meksyku. Położone jest na Wyżynie Meksykańskiej w stanie Zacatecas. W 2006 roku liczyło ok. 11.000 mieszkańców. Podobnie jak w innych miejscowościach stanu wielu mieszkańców żyje i pracuje poza granicami kraju, głównie w Stanach Zjednoczonych. Jest to też ośrodek rolniczy i przemysłu spożywczego.